# The Chow Hound

The Chow Hound est un cartoon de la série Private Snafu réalisé par Frank Tashlin et sorti en 1944.